# بهنو بالا
بهنو بالا یک روستا در ایران است که در بخش دهج در شهرستان شهربابک استان کرمان واقع شده‌است. بهنو بالا ۶۷ نفر جمعیت دارد.

## جمعیت
این روستا در دهستان جوزم قرار دارد و براساس سرشماری مرکز آمار ایران در سال ۱۳۸۵، جمعیت آن ۶۷ نفر (۱۶ خانوار) بوده‌است.